# Czeczuki
Czeczuki (biał. Чачукі; ros. Чечуки) – wieś na Białorusi, w obwodzie witebskim, w rejonie dokszyckim, w sielsowiecie Porpliszcze.

## Historia
W czasach zaborów wieś leżała w gminie Porpliszcze, w powiecie wilejskim w guberni wileńskiej Imperium Rosyjskiego.
W dwudziestoleciu międzywojennym wieś leżała w Polsce, w województwie wileńskim, w powiecie duniłowickim, od 1926 w powiecie dziśnieńskim, w gminie Porpliszcze.
Według Powszechnego Spisu Ludności z 1921 roku zamieszkiwało tu 176 osób, 32 było wyznania rzymskokatolickiego a 144 prawosławnego. Jednocześnie wszyscy mieszkańcy zadeklarowało białoruską przynależność narodową. Było tu 37 budynków mieszkalnych. W 1931 w 45 domach zamieszkiwało 205 osób.
Wierni należeli do parafii rzymskokatolickiej Parafianowie. Miejscowość podlegała pod Sąd Grodzki w Dokszycach i Okręgowy w Wilnie; właściwy urząd pocztowy mieścił się w Porpliszczach.
Po agresji ZSRR na Polskę w 1939 roku wieś znalazła się w granicach BSRR. W latach 1941–1944 była pod okupacją niemiecką. Następnie leżała w BSRR. Od 1991 roku w Republice Białorusi.

## Zabytki
- Mogiła zbiorowa żołnierzy Wojska Polskiego i Armii Czerwonej. Poległych żołnierzy obu armii pochowano w zbiorowych mogiłach, rannych przewieziono do szpitala w Parafianowie. W 1932 r. na mogile zbiorowej postawiono pomnik w postaci wielkiego krzyża z tablicą opatrzoną napisem „BOHATEROM WOJSKA POLSKIEGO POLEGŁYM ZA OJCZYZNĘ”. W 1972 r., na polecenie miejscowego sekretarza partii, pomnik został rozebrany. Do dzisiejszych czasów zachował się cokół.

Zgodnie z Listą strat Wojska Polskiego. Polegli i zmarli w wojnach 1918–1920 spoczywają tu:
| Górzycki Michał      | szer. | 67 pp | 22 V 1920 |
| Józkowiak Józef      | szer. | 67 pp | 22 V 1920 |
| Matuszak Jan         | szer. | 67 pp | 22 V 1920 |
| Zaborowski Sylwester | szer. | 67 pp | 22 V 1920 |